# The Silver Cord
The Silver Cord ist ein Melodram mit Irene Dunne und Joel McCrea unter der Regie von John Cromwell aus dem Jahr 1933.

## Handlung
Die junge Biologin Christina hat gerade erst den angehenden Architekten David Phelps geheiratet, als sie das Angebot erhält, am angesehenen Rockefeller Institute zu arbeiten. Die Jungvermählten machen vor der Abreise nach New York noch einen Besuch bei Davids Mutter, einer dominante Frau, die mit ihrem jüngeren Sohn Robert und dessen mental instabiler Verlobten Hester auf einem stattlichen Anwesen in den Hamptons lebt. Mrs. Phelps ignoriert Christina vom ersten Moment an und lässt nichts unversucht, ihren Einfluss auf David zurückzugewinnen. Christina erkennt bald, dass die übersteigerte Liebe der Mutter zu ihren Söhnen am Rande des Unnatürlichen laviert. In ihrer Eifersucht beschimpft Mrs. Phelps ihre Schwiegertochter nach Kräften und behauptet, Christina hätte David nur geheiratet, um einen Ernährer zu haben. Parallel bringt sie mit ihren Intrigen Robert gegen Hester auf, so dass dieser die Verlobung löst.
Christina, die von David schwanger ist, versucht vergeblich ihren Mann zur baldigen Abreise nach New York zu bewegen. Die Geschehnisse erreichen ihren dramatischen Höhepunkt, als Hester einen Nervenzusammenbruch erleidet und beinahe in einem See ertrinkt. Zumindest der Verdacht besteht, dass sie Selbstmord begehen wollte. Christina stellt David ein Ultimatum, sie nach New York zu begleiten oder in die Scheidung einzuwilligen. David schwankt und entscheidet sich dann für seine Mutter. Kurz vor der Abreise stellt Christina Mrs. Phelps zur Rede und entlarvt deren wahre Motive: Sie hat mit den Jahren die Gefühle für ihren früh verstorbenen Mann auf ihre beiden Söhne übertragen. Endlich erkennt David die wahre Natur der mütterlichen Gefühle. Entsetzt verlässt er das Haus und eilt Christina nach. Robert bleibt allein mit seiner Mutter zurück.

## Hintergrund
Irene Dunne war seit ihrem Filmdebüt 1930 unaufhaltsam zum populärsten weiblichen Star ihres Studios RKO aufgestiegen, obwohl die meisten ihrer Filme anspruchslose Melodramen und Dreiecksgeschichten waren. Gehaltvolle Rollen spielte sie zumeist für andere Studios, so 1932 in Back Street und ein Jahr später in The Secret of Madame Blanche. Obwohl ihre Filme in der Regel einen hohen Profit einspielten, stand Dunne in der internen Hierarchie deutlich hinter Ann Harding und Katharine Hepburn und bekam bei RKO meistens nur Rollen, die von den etablierten Stars ausdrücklich abgelehnt worden waren. Auch hier wurde Dunne erst mit der Rolle betraut, nachdem der Stoff vergeblich sowohl Ann Harding als auch Katharine Hepburn angeboten worden war. Für die Verfilmung musste die Bühnenfassung an etlichen Stellen geändert werden. Im Original machte der Autor Sidney Howard Andeutungen über inzestuöse Untertöne in der Zuneigung von Mrs. Phelps gegenüber ihren Söhnen.
Die Zugkraft von Irene Dunne an der Kinokasse zeigte sich in der Ankündigung ihres Namens, der alleine über dem Filmtitel erschien. Für Joel McCrea war der Film insoweit von Bedeutung, als er während der Dreharbeiten seine Filmpartnerin Frances Dee heiratete.

## Kritiken
Die Kritiker bemängelten die extreme Wortlastigkeit des Films. So befand die New York Times:

„Wahrscheinlich hat dieser Film mehr Dialoge als jeder andere und einige davon sind die längsten, die je auf der Leinwand zu hören waren. […] Irene Dunne spielt zufriedenstellend […]. Mr. McCrea ist ganz in seinem Charakter, wenn er im Dialog mit anderen steht, doch in den Momenten, wo er tatsächlich schauspielern muss, bleibt er nur in der Rolle des Zuhörers und scheint nicht sonderlich interessiert an dem, was gesagt wird.“

Der Filmkritiker Leonard Maltin bemerkte ebenfalls, dass der Film an ein „fotografiertes Theaterstück“ erinnere. Dennoch sei er wegen seines Blickes auf eine dominante Mutter interessant. Zudem seien Dee und Dunne erstklassig in ihren Rollen.